# Вулкановка
Вулка́новка (до 1948 года Джав-Тобе́; укр. Вулканівка, крымскотат. Cav Töbe, Джав Тёбе) — село в Ленинском районе (Автономной) Республики Крым в составе Кировского сельского поселения (Кировского сельсовета).

## Население
| 2001 | 2014 |
| ---- | ---- |
| 230  | ↘129 |

Всеукраинская перепись 2001 года показала следующее распределение по носителям языка
| Язык             | Процент |
| ---------------- | ------- |
| русский          | 55.22   |
| крымскотатарский | 36.09   |
| украинский       | 4.35    |
| другие           | 0.43    |

### Динамика численности
| - 1805 год — 132 чел. - 1864 год — 84 чел. - 1889 год — 253 чел. - 1892 год — 169 чел. - 1902 год — 196 чел. - 1915 год — 103/118 чел. | - 1926 год — 299 чел. - 1939 год — 285 чел. - 1989 год — 128 чел. - 2001 год — 230 чел. - 2009 год — 167 чел. - 2014 год — 129 чел. |

## Современное состояние
На 2017 год в Вулкановке числится 3 улицы и 2 территории: Чаудинский маяк и кошара Карсан; на 2009 год, по данным сельсовета, село занимало площадь 69 гектара на которой, в 67 дворах, проживало 167 человек.

## География
Вулкановка расположена в южной части Керченского полуострова в балке Джав-Тобе (в районе села носит название Кривая), левом притоке маловодной реки Джапар-Берды, примерно в 32 километрах (по шоссе) на юго-восток от районного центра Ленино (там же ближайшая железнодорожная станция Семь колодезей), высота центра села над уровнем моря — 70 м. Северо-западнее расположен геологический памятник природы общегосударственного значения Сопка Джау-Тепе, созданный в 1975 году, общей площадью 10 гектаров. Транспортное сообщение осуществляется по региональным автодорогам от шоссе граница с Украиной — Джанкой — Феодосия — Керчь 35Н-347 до Кирово — Вулкановки и 35Н-346 до Дорошенково — Вулкановки (по украинской классификации — С-0-10840 и С-0-10839).

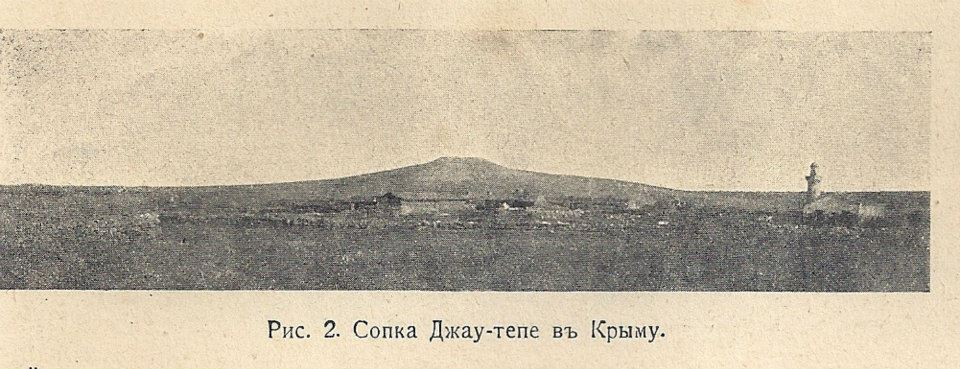
Сопка Джау-Тепе, на переднем плане деревня Джав-Тобе, 1913 год

## История
Первое документальное упоминание села встречается в Камеральном Описании Крыма… 1784 года, судя по которому, в последний период Крымского ханства Джав тепе входил в Орта Керченский кадылык Кефинского каймаканства. После присоединения Крыма к России (8) 19 апреля 1783 года, (8) 19 февраля 1784 года, именным указом Екатерины II сенату, на территории бывшего Крымского Ханства была образована Таврическая область и деревня была приписана к Левкопольскому, а после ликвидации в 1787 году Левкопольского — к Феодосийскому уезду Таврической области. Перед Русско-турецкой войной 1787—1791 годов производилось выселение крымских татар из прибрежных селений во внутренние районы полуострова, в ходе которого в Джан-Тепе было переселено 5 человек. В конце войны, 14 августа 1791 года всем было разрешено вернуться на место прежнего жительства. После Павловских реформ, с 1796 по 1802 год, входила в Акмечетский уезд Новороссийской губернии. По новому административному делению, после создания 8 (20) октября 1802 года Таврической губернии, Джавтебе был включён в состав Кадыкелечинской волости Феодосийского уезда.
По Ведомости о числе селений, названиях оных, в них дворов… состоящих в Феодосийском уезде от 14 октября 1805 года , в деревне Джавтебе числился 21 двор и 132 жителя. На военно-топографической карте генерал-майора Мухина 1817 года деревня Даутебе обозначена с 19 дворами. После реформы волостного деления 1829 года Джав Тебе, согласно «Ведомости о казённых волостях Таврической губернии 1829 года», отнесли к Чалтемирской волости (переименованной из Кадыкелечинской). На карте 1836 года в деревне 10 дворов. Затем, видимо, в результате эмиграции крымских татар, деревня заметно опустела и на карте 1842 года Джавтепе обозначен условным знаком «малая деревня», то есть, менее 5 дворов.
В 1860-х годах, после земской реформы Александра II, деревню приписали к Сарайминской волости. Согласно «Списку населённых мест Таврической губернии по сведениям 1864 года», составленному по результатам VIII ревизии 1864 года, Джав-Тебе — владельческая татарская деревня с 17 дворами, 84 жителями и мечетью при колодцах. По обследованиям профессора А. Н. Козловского начала 1860-х годов, в селении колодцы были глубиной 1—5 саженей (от 2 до 10 м), но в большинстве из них (около трёх четвертей) вода была «дурного качества». Также имелись ауты, которые высыхали в течение лета (Аут — небольшой пруд в степном Крыму, наполнявшийся дождевой и талой водой). На трёхверстовой карте Шуберта 1865—1876 года в деревне Джавтепе обозначено 20 дворов.
По «Памятной книге Таврической губернии 1889 года», по результатам Х ревизии 1887 года, в деревнях Джавтебе и Мамат Петровской волости вместе числилось 44 двора и 253 жителя. По «…Памятной книжке Таврической губернии на 1892 год» в безземельной деревне Джавтобе, не входившей ни в одно сельское общество, числилось 169 жителей, домохозяйств не имеющих. На верстовой карте Крыма 1896 года в селении обозначено 43 двора с татарским населением и мечеть. По «…Памятной книжке Таврической губернии на 1902 год» в деревне Джав-Тобе, входившей в Джапар-Бердынское сельское общество, числилось 196 жителей в 32 домохозяйствах. По Статистическому справочнику Таврической губернии. Ч.II-я. Статистический очерк, выпуск пятый Феодосийский уезд, 1915 год, в деревне Джав-Тобе Петровской волости Феодосийского уезда числилось 45 дворов (6 дворов с землёй, 39 — безземельные) с татарским населением в количестве 103 человек приписных жителей и 118 «посторонних», из которых 117 мужчин и 104 женщины. Жители владели 750 десятинами удобной земли. В хозяйствах имелось 184 лошади, 58 волов, 59 коров и 522 головы овец, свиней, или коз.
После установления в Крыму Советской власти, по постановлению Крымревкома, 25 декабря 1920 года был образован Керченский (степной) уезд, а, постановлением ревкома № 206 «Об изменении административных границ» от 8 января 1921 года была упразднена волостная система и село вошло в состав Петровского района Керченского уезда, а в 1922 году уезды получили название округов. 11 октября 1923 года, согласно постановлению ВЦИК, в административное деление Крымской АССР были внесены изменения, в результате которых округа были отменены, Керченский округ слили с Феодосийским, Петровский район упразднили, влив в Керченский район. Согласно Списку населённых пунктов Крымской АССР по Всесоюзной переписи 17 декабря 1926 года, в селе Джав-Тобе Кол-Алчинского сельсовета Керченского района имелось 65 дворов, все крестьянские, население составляло 299 человек (149 мужчин и 150 женщин). В национальном отношении учтено: 240 татар, 20 русских, 28 украинцев, 1 белорусс; 5 болгар, 5 записаны в графе «прочие», действовала татарская школа. Постановлением ВЦИК «О реорганизации сети районов Крымской АССР» от 30 октября 1930 года (по другим сведениям 15 сентября 1931 года) Керченский район упразднили и село включили в состав Ленинского. На подробной карте РККА Керченского полуострова 1941 года в Джав-Тебе обозначено 50 дворов. По данным всесоюзная перепись населения 1939 года в селе проживало 285 человек.
В 1944 году, после освобождения Крыма от фашистов, согласно постановлению ГКО № 5859 от 11 мая 1944 года, 18 мая крымские татары были депортированы в Среднюю Азию. С 25 июня 1946 года Джав-Тобе в составе Крымской области РСФСР Указом Президиума Верховного Совета РСФСР от 18 мая 1948 года, Джав-Тобе переименовали в Вулкановку. 26 апреля 1954 года Крымская область была передана из состава РСФСР в состав УССР. Время включения в Дорошенковский сельский совет пока не установлено: на 15 июня 1960 года село уже числилось в его составе. К 1968 году Вулкановка уже в составе Красногорского сельсовета. В период с 1 января по 1 июня 1977 года Вулкановку передали в Кировский сельсовет. По данным переписи 1989 года в селе проживало 128 человек. С 12 февраля 1991 года село в восстановленной Крымской АССР, 26 февраля 1992 года переименованной в Автономную Республику Крым. С 21 марта 2014 года в составе Крыма аннексирована Россией.